# Applebay Chiricahua
Die Chiricahua ist ein einsitziges Segelflugzeug der Standardklasse in Holzbauweise. Der Flügel ist als Schulterdecker und das Leitwerk als Kreuzleitwerk ausgeführt.

## Geschichte
George Applebay entwarf die Chiricahua als Standardklasseflugzeug ab 1959. Der Erstflug war 1970. Die Chiricahua blieb ein Einzelstück.

## Konstruktion
Rumpf und Flügel sind in Holzbauweise hergestellt. Der Rumpf entspricht mit einem festen Fahrwerk den Standardklasseregeln der Zeit des Entwurfsbeginns.

## Technische Daten
| Kenngröße                       | Daten      |
| ------------------------------- | ---------- |
| Spannweite                      | 15 m       |
| Flügelfläche                    | 13,77 m²   |
| Flügelstreckung                 | 16,3       |
| Rumpflänge                      |            |
| Höhe am Leitwerk                |            |
| Flügelprofil                    | Gö 549     |
| Leermasse mit Mindestausrüstung | 268 kg     |
| max. Startmasse                 | 368 kg     |
| Flächenbelastung (85 kg Zul.)   | 25,6 kg/m² |
| max. Zuladung                   | 100 kg     |
| Höchstgeschwindigkeit           |            |
| Mindestgeschwindigkeit          |            |
| geringstes Sinken (einsitzig)   |            |
| Gleitzahl                       |            |